# Sitona cinnamomeus
Sitona cinnamomeus é uma espécie de insetos coleópteros polífagos pertencente à família Curculionidae.
A autoridade científica da espécie é Allard, tendo sido descrita no ano de 1863 e trata-se de uma espécie presente no território português.